# Liste des partis politiques aux Samoa
Les Samoa sont une démocratie multipartite, marquées néanmoins (à l'instar de l'Afrique du sud ou de Singapour) par un parti dominant de facto.
Les partis politiques obtiennent la possibilité d'une reconnaissance officielle pour la première fois en 1976, bien qu'à cette date il n'y en ait pas encore. Le Parti pour la protection des droits de l'homme (PPDH ; en anglais, Human Rights Protection Party), premier parti politique, formé en mai 1979, remporte vingt-trois sièges sur quarante-sept lors des élections législatives de 1982,. De 1985, à 1988, le Parti démocrate-chrétien exerce le pouvoir avec l'appui de députés sans étiquette. Les législatives de 1988 permettent au PPDH de retrouver le pouvoir, avec une courte majorité d'un siège ; depuis lors, le PPDH a remporté toutes les élections sans discontinuer.
Divers partis d'opposition se succèdent au cours des années 1990 et 2000. Face à leurs échecs électoraux répétés, ils se dissolvent et se recomposent. Au moment des élections législatives de mars 2011, il n'existe que deux partis politiques : le PPDH, et le parti Tautua Samoa, fondé en décembre 2008 notamment par les opposants au projet d'instauration de la conduite à gauche. Le PPDH affiche des objectifs « très généraux » et n'est pas marqué par une idéologie particulière. En 2011, par exemple, il se félicite de sa bonne gestion du budget et du développement du secteur privé, et promet davantage d'hôpitaux et la promotion d'une agriculture plus respectueuse de l'environnement.